# Гришаев, Виктор Иванович
Ви́ктор Ива́нович Гриша́ев (1909 — 1980) — командир 609-го стрелкового полка 139-й стрелковой Рославльской Краснознамённой ордена Суворова дивизии (50-я армия, 2-й Белорусский фронт), Герой Советского Союза.

## Биография
Родился 29 сентября 1909 года в Саратове.
Учился в школе рабочей молодежи и на рабфаке в Астрахани, работал строителем.
Военную службу начал в 1931 году в Саратове в 95-м стрелковом полку.
Принимал участие в советско-финской войне 1939—1940 годов. Окончил курсы «Выстрел» в 1937 году.
С начала Великой Отечественной войны сражался в составе войск Западного, Калининского и 2-го Белорусского фронтов.
Занимал должности начальника оперативного отдела дивизии, заместителя командира и командира стрелкового полка. Участвовал в обороне Москвы, освобождении западных областей России, Белоруссии и Польши, в разгроме немецко-фашистских войск на территории Восточной Пруссии, участвовал в штурме Данцига (ныне Гданьск, Польша). Закончил войну на берегах Эльбы.
Звание Героя Советского Союза присвоено 24 марта 1945 года за личное мужество и умелое командование полком при форсировании Днепра и освобождении Могилёва.
После войны продолжал службу в армии. В 1951 году окончил курсы усовершенствования командиров стрелковых дивизий при Военной академии имени М. В. Фрунзе.
С 1957 года в звании полковника — в запасе.
Жил в Москве, работал инженером.
Умер 29 апреля 1980 года. Похоронен на Ваганьковском кладбище (10 уч.).

## Память
- Улица в Саратове.